# Polycrasta inconspicua
Polycrasta inconspicua là một loài bướm đêm trong họ Geometridae.